# Rosa Elena Curruchich
Rosa Elena Curruchich (San Juan Comalapa, 1958–San Juan Comalapa, 2005) fue una artista visual maya kaqchikel guatemalteca. En 2024, su obra estuvo representada en la 60.ª Bienal de Venecia.

## Trayectoria
El enfoque principal de su trabajo se centra en el papel de las mujeres en los entornos sociales indígenas. Según los Archivos de arte estadounidense, está considerada como la primera pintora de San Juan Comalapa. Sus pinturas han sido descritas como detalladas y precisas; algunos de los temas que trata incluyen festivales religiosos, costumbres tradicionales, tejidos y otras prácticas artesanales. Curruchich comenzó a exhibir su arte en 1979 después de aprender a pintar por sí sola a principios de esa década.
Su primera exposición tuvo lugar en Ciudad de Guatemala y se vendieron todas sus obras. Sin embargo, al regresar a su casa fue atacada por un grupo que creía que su éxito "podría en realidad quitarles parte de la capacidad de ganar dinero".
Durante la Guerra Civil de Guatemala, pintó en pequeña escala para poder transportar los cuadros fácil y discretamente. La escala miniatura también le permitió pintar en secreto. Cada una de sus obras incluye un texto escrito que describe las actividades representadas en la pintura.
En 1979 la obra de Curruchich se estrenó en el Instituto Francés de la Ciudad de Guatemala. Sus primeros trabajos documentaron y recuperaron "el valor afectivo y político de las partes de la vida social que no suelen ser representadas por los pintores masculinos".
Además de en la Bienal de Venecia, la obra de Curruchich se ha expuesto en la Kunsthalle Wien de Viena. Ha recibido atención crítica de la revista Artforum, además de otras publicaciones. Miguel A. López ha escrito sobre ella: “Su obra revela la historia personal y la forma en que las mujeres indígenas practican acciones políticas a través del trabajo comunitario, diferenciándola del feminismo liberal occidental”.
Curruchich era nieta de Andrés Curruchich, un importante pintor chapiniano. Murió en enero de 2005 por complicaciones de la diabetes.

## Obra en colecciones
La obra de Curruchich se conserva en la colección del Museum of International Folk Art.